# Connor Braid
Pour les articles homonymes, voir Braid (homonymie).
Pas d'image ? Cliquez ici

a Compétitions nationales et continentales officielles uniquement.

b Matchs officiels uniquement.
Dernière mise à jour le 1 août 2021.
Connor Jackson Braid, né le 31 mai 1990 à Victoria (Colombie-Britannique, Canada), est un joueur international canadien de rugby à XV et de rugby à sept.
Il joue avec l'équipe du Canada depuis 2010, évoluant au poste de demi d'ouverture, de centre ou d'arrière.

## Biographie
Connor Braid obtient sa première cape internationale le 6 novembre 2010 à l'occasion d'un match contre l'équipe de Belgique à Bruxelles.
En août 2014, il signe un contrat de 3 mois avec la franchise écossaise des Glasgow Warriors mais ne joue que 3 matchs de Pro 12 pendant cette période, étant à chaque fois remplaçant.
En octobre 2014 il est prêté au London Scottish FC, club de RFU Championship, avec lequel il dispute 4 matchs et inscrit 3 essais.
Finalement, au terme de son contrat avec les Warriors, Connor Braid n'est pas conservé car la Scottish Rugby Union préfère voir évoluer des joueurs éligibles en équipe d'Écosse dans ses franchises. Début décembre 2014 il s'engage alors jusqu'à la fin de la saison avec les London Scottish, mais à la suite d'un accord entre les deux parties, il reviendra en prêt aux Glasgow Warriors pendant le Tournoi des Six Nations 2015 car la franchise est le principal pourvoyeur de joueurs (avec Édimbourg) du XV du Chardon.
Le 27 février 2015 les Warriors annoncent, dans un nouveau retournement de situation, que le joueur restera finalement en prêt avec la franchise jusqu'à la fin de la saison. En effet, avec Finn Russell et Peter Horne retenus en sélection ainsi que Duncan Weir blessé, elle se retrouve dépourvu au poste d'ouvreur à un moment clef de la saison. À la fin de la saison, qui a vu les Warriors remporter le Pro 12, le joueur quitte comme prévu la franchise écossaise. Il s'engage alors avec l'équipe du Canada de rugby à VII dans l'optique de disputer les Jeux olympiques de 2016 à Rio de Janeiro.
Le 25 août 2015 Connor Braid est retenu par le sélectionneur Kieran Crowley parmi les 31 joueurs qui disputeront la Coupe du monde 2015 en Angleterre. Le 26 septembre 2015, lors de sa première apparition dans un match de Coupe du monde, il est victime d'une fracture de la mâchoire ainsi que d'une commotion cérébrale et doit quitter le terrain à la 14e minute de jeu. Il est alors remplacé dans la foulée par Pat Parfrey.
Il prend sa retraite sportive en 2021 après les Jeux olympiques de 2020.

## Statistiques en équipe nationale
- 26 sélections (21 fois titulaire, 5 fois remplaçant)
- 43 points (2 essais, 6 transformations, 7 pénalités)
- Sélections par année : 2 en 2010, 2 en 2012, 5 en 2013, 5 en 2014, 5 en 2015, 3 en 2016, 3 en 2017 et 1 en 2018

En Coupe du monde :
- 2015 : 1 sélection (Italie)

## Palmarès
- Glasgow Warriors
  - Vainqueur du Pro 12 en 2015